# Mô hình hóa và chế tạo kỹ thuật số
Mô hình hóa và chế tạo kỹ thuật số và là một quá trình thiết kế và sản xuất kết hợp mô hình hóa 3D hoặc thiết kế có sự hỗ trợ tính toán (CAD) với sản xuất đắp dần và giảm trừ. Sản xuất đắp dần còn được gọi là in 3D, trong khi sản xuất giảm trừ cũng có thể được gọi là gia công, và nhiều công nghệ khác có thể được khai thác để sản xuất vật lý các đối tượng thiết kế.

## Mô hình hóa
Các đối tượng được chế tạo kỹ thuật số được tạo ra với một loạt các gói phần mềm CAD, sử dụng cả bản vẽ vector 2D và mô hình hóa 3D. Các loại mô hình 3D bao gồm bốn mô hình wireframe, rắn, bề mặt và lưới. Một thiết kế có một hoặc nhiều kiểu mô hình này.

## Máy móc phục vụ việc chế tạo
Ba máy được phổ biến cho chế tạo:
1. CNC Router
2. Máy cắt laser
3. Máy in 3D

### CNC Router
CNC là viết tắt của Computer Numerical Control. Các máy phay hay CNC router bao gồm phần mềm có bản quyền dịch cấc bản vẽ vector 2D hoặc mô hình 3D và chuyển đổi thông tin này thành mã G, đại diện cho các chức năng CNC cụ thể theo định dạng chữ và số mà máy CNC có thể giải thích. Các mã G điều khiển một  máy công cụ, một thiết bị cơ khí  thường được sử dụng để chế tạo các thành phần. Các máy CNC được phân loại theo số trục mà chúng sở hữu, với các máy 3, 4 và 5 trục đều phổ biến, và các robot công nghiệp được mô tả có tới 9 trục. Máy CNC đặc biệt thành công trong các vật liệu phay như ván ép, nhựa,ván xốp và kim loại với tốc độ nhanh. Bàn máy CNC thường đủ lớn để gia công các  tấm vật liệu cỡ 4 '× 8' (123 cm x 246 cm), bao gồm bọt dày vài inch, để được cắt.

### Máy cắt laser
Máy cắt laser là một máy sử dụng laser để cắt các vật liệu như ván dăm, bảng mờ, phớt, gỗ và acrylic lên đến độ dày 3/8 inch (1 cm). Máy cắt laser thường đi kèm với phần mềm trình điều khiển để diễn giải các bản vẽ vector được tạo ra bởi bất kỳ nền tảng phần mềm CAD nào.
Máy cắt laser có thể điều chỉnh tốc độ của đầu laser, cũng như cường độ và độ phân giải của chùm tia laser, và như vậy có thể cắt và khắc trên vật liệu, cũng như đồ họa mành gần đúng.
Đối tượng cắt ra khỏi vật liệu có thể được sử dụng trong chế tạo các mô hình vật lý, mà sẽ chỉ yêu cầu lắp ráp các chi tiết phẳng.

### Máy in 3D
Máy in 3D sử dụng nhiều phương pháp và công nghệ để lắp ráp các phiên bản vật lý của các đối tượng kỹ thuật số. Thông thường máy in 3D để bàn có thể tạo ra các vật thể 3D nhỏ bằng nhựa. Nó sử dụng một cuộn dây nhựa mỏng, làm tan chảy nhựa và sau đó lắng đọng chính xác để  làm đông cứng. Nó thường xây dựng các vật thể 3D từ dưới lên trên trong một loạt các lớp ngang bằng nhựa rất mỏng. Quá trình này thường xảy ra trong một vài giờ.

### Mô hình hoá lắng đọng nóng chảy
Mô hình lắng đọng nóng chảy, còn được gọi là chế tạo bằng sợi nóng chảy, sử dụng hệ thống rô-bốt 3 trục để ép đùn vật liệu, thường là một lớp nhựa nhiệt dẻo, một lớp mỏng một lần và dần dần hình thành hình dạng. Ví dụ về các máy sử dụng phương pháp này là Dimension 768 và Ultimaker.

### In lito lập thể
In lito tập thể sử dụng một máy chiếu ánh sáng cường độ cao, thường sử dụng công nghệ DLP, với nhựa polyme cảm quang. Nó sẽ chiếu biên dạng của một đối tượng để xây dựng một lớp duy nhất, đông cứng nhựa thành một hình dạng rắn. Sau đó, máy in sẽ di chuyển đối tượng ra khỏi con đường bằng một lượng nhỏ và chiếu biên dạng của lớp tiếp theo. Ví dụ về các thiết bị sử dụng phương pháp này là máy in Form-One và Os-RC Illios.

### Thiêu kết laser có chọn lọc
Thiêu kết laser có chọn lọc sử dụng laser để vẽ ra hình dạng của một đối tượng trong một bàn in vật liệu bột mịn có thể được hợp nhất với nhau bằng cách sử dụng nhiệt từ laser. Sau khi một lớp được vẽ bằng tia laser, phần bàn in và một phần hoàn thành được di chuyển ra khỏi đường, một lớp mỏng của vật liệu bột được trải ra, và quá trình này được lặp đi lặp lại. Vật liệu tiêu biểu được sử dụng là nhôm, thép, thủy tinh, nhựa nhiệt dẻo (đặc biệt là nylon) và một số loại gốm sứ. Các thiết bị ví dụ bao gồm Formiga P 110 và Eos EosINT P730.

### Máy in bột
Máy in bột hoạt động theo cách tương tự như máy SLS và thường sử dụng bột để làm hóa rắn, làm cứng hoặc được làm bằng chất rắn bằng cách sử dụng chất kết dính lỏng được phân phối qua đầu in phun. Các vật liệu thông thường là thạch cao của paris, đất sét, đường bột, chất độn liên kết bằng gỗ, và bột, thường được xử lý bằng nước, rượu, giấm, hoặc một số kết hợp của chúng. Ưu điểm chính của  máy in bột vàSLS là khả năng liên tục hỗ trợ tất cả các bộ phận của vật thể trong suốt quá trình in với bột chưa sơn. Điều này cho phép sản xuất những dạng hình học khó. Tuy nhiên, các máy in này thường phức tạp và tốn kém hơn. Ví dụ về máy in sử dụng phương pháp này là ZCorp Zprint 400 và 450.